# Mistrzostwa Europy w Kajakarstwie 1997
10. Mistrzostwa Europy w kajakarstwie odbyły się w 1997 w Płowdiwie. Były to pierwsze mistrzostwa Europy w tej dyscyplinie sportu od 1969.
Rozegrano 18 konkurencji męskich i 8 kobiecych. Mężczyźni startowali w kanadyjkach jedynkach (C-1), dwójkach (C-2) i czwórkach (C-4) oraz w kajakach jedynkach (K-1), dwójkach (K-2) i czwórkach (K-4), zaś kobiety w kajakach jedynkach, dwójkach i czwórkach. 
Pierwsze miejsce w klasyfikacji medalowej wywalczyli reprezentanci Węgier.

## Medaliści

### Mężczyźni

#### Kanadyjki
| Konkurencja: | Złoto:                                                                                 | Rezultat | Srebro:                                                                  | Rezultat | Brąz:                                                                            | Rezultat |
| C-1 200 m    | Slavomír Kňazovický                                                                    | 40,118   | Aleksandr Masiejkow                                                      | 40,658   | Michał Śliwiński                                                                 | 40,963   |
| C-1 500 m    | Nikołaj Buchałow                                                                       | 1:55,487 | Martin Doktor                                                            | 1:56,217 | György Kolonics                                                                  | 1:56,652 |
| C-1 1000 m   | Martin Doktor                                                                          | 3:58,143 | Nikołaj Buchałow                                                         | 3:59,818 | Patrick Schulze                                                                  | 4:00,733 |
| C-2 200 m    | Rosja · Pawieł Konowałow · Władimir Ładosza                                            | 35,998   | Węgry · Miklós Buzál · Attila Végh                                       | 36,328   | Bułgaria · Stanimir Atanasow · Dimityr Atanasow                                  | 36,563   |
| C-2 500 m    | Polska · Daniel Jędraszko · Paweł Baraszkiewicz                                        | 1:48,658 | Węgry · György Kolonics · Csaba Horváth                                  | 1:49,442 | Rosja · Pawieł Konowałow · Władimir Ładosza                                      | 1:50,937 |
| C-2 1000 m   | Węgry · György Kolonics · Csaba Horváth                                                | 3:36,195 | Rumunia · Antonel Borșan · Marcel Glăvan                                 | 3:38,120 | Niemcy · Stefan Uteß · Lars Kober                                                | 3:38,385 |
| C-4 200 m    | Rosja · Pawieł Konowałow · Władimir Ładosza · Władisław Połzunow · Aleksandr Kostogłod | 33,528   | Słowacja · Slavomír Kňazovický · Juraj Filip · Peter Páleš · Csaba Orosz | 33,973   | Czechy · Petr Procházka · Tomáš Křivánek · Petr Fuksa · Pavel Bednář             | 34,013   |
| C-4 500 m    | Węgry · Csaba Horváth · Béla Belicza · László Szuszkó · Csaba Hüttner                  | 1:35,654 | Rumunia · Marcel Glăvan · Antonel Borșan · Cosmin Pașca · Florin Popescu | 1:37,063 | Bułgaria · Martin Marinow · Georgi Nikołow · Rumen Nikoilow · Błagowest Stojanow | 1:37,588 |
| C-4 1000 m   | Rumunia · Marcel Glăvan · Antonel Borșan · Cosmin Pașca · Florin Popescu               | 3:15,911 | Węgry · László Szuszkó · Csaba Hüttner · Gábor Balgovits · Gábor Furdok  | 3:17,191 | Polska · Daniel Jędraszko · Paweł Baraszkiewicz · Piotr Midloch · Paweł Midloch  | 3:18,511 |

#### Kajaki
| Konkurencja: | Złoto:                                                                   | Rezultat | Srebro:                                                                          | Rezultat | Brąz:                                                                            | Rezultat |
| K-1 200 m    | Vince Fehérvári                                                          | 34,973   | Grzegorz Kotowicz                                                                | 35,818   | Ezio Caldognetto                                                                 | 36,183   |
| K-1 500 m    | Botond Storcz                                                            |          | Grzegorz Kotowicz                                                                |          | Geza Magyar                                                                      |          |
| K-1 1000 m   | Botond Storcz                                                            | 3:30,380 | Knut Holmann                                                                     | 3:30,535 | Beniamino Bonomi                                                                 | 3:35,605 |
| K-2 200 m    | Węgry · Vince Fehérvári · Róbert Hegedűs                                 | 32,058   | Rumunia · Florin Scoica · Romică Șerban                                          | 32,628   | Polska · Maciej Freimut · Adam Wysocki                                           | 32,743   |
| K-2 500 m    | Włochy · Beniamino Bonomi · Luca Negri                                   | 1:32,699 | Polska · Maciej Freimut · Adam Wysocki                                           | 1:33,449 | Węgry · Péter Almási · Róbert Hegedűs                                            | 1:33,654 |
| K-2 1000 m   | Włochy · Antonio Rossi · Luca Negri                                      | 3:11,546 | Polska · Grzegorz Kotowicz · Dariusz Białkowski                                  | 3:12,091 | Bułgaria · Miłko Kazanow · Andrian Duszew                                        | 3:13,751 |
| K-4 200 m    | Węgry · Gyula Kajner · Vince Fehérvári · Zoltán Páger · István Beé       | 29,023   | Rosja · Anatolij Tiszczenko · Oleg Gorobij · Siergiej Wierlin · Aleksandr Iwanik | 29,213   | Polska · Piotr Markiewicz · Grzegorz Kotowicz · Marek Witkowski · Adam Wysocki   | 29,473   |
| K-4 500 m    | Węgry · Zoltán Kammerer · Ákos Vereckei · Botond Storcz · Róbert Hegedűs | 1:23,244 | Polska · Grzegorz Andziak · Piotr Olszewski · Mariusz Wieczorek · Paweł Łakomy   | 1:23,619 | Rosja · Anatolij Tiszczenko · Oleg Gorobij · Siergiej Wierlin · Aleksandr Iwanik | 1:24,414 |
| K-4 1000 m   | Węgry · Zoltán Kammerer · Péter Almási · Zsombor Borhi · Róbert Hegedűs  | 2:54,848 | Słowacja · Juraj Bača · Michal Riszdorfer · Martin Hluško · Zsolt Bogdány        | 2:58,888 | Polska · Piotr Markiewicz · Adam Seroczyński · Marek Witkowski · Grzegorz Kaleta | 2:56,043 |

### Kobiety

#### Kajaki
| Konkurencja: | Złoto:                                                             | Rezultat | Srebro:                                                                          | Rezultat | Brąz:                                                                             | Rezultat |
| K-1 200 m    | Josefa Idem                                                        | 41,018   | Ursula Profanter                                                                 | 41,502   | Ingrid Haralamow-Raimann                                                          | 41,692   |
| K-1 500 m    | Josefa Idem                                                        | 1:57,877 | Szilvia Mednyánszky                                                              | 1:58,692 | Ursula Profanter                                                                  | 1:58,827 |
| K-1 1000 m   | Josefa Idem                                                        | 3:58,519 | Ursula Profanter                                                                 | 3:59,373 | Kinga Bóta                                                                        | 4:03,183 |
| K-2 200 m    | Polska · Izabela Dylewska-Światowiak · Elżbieta Urbańczyk          | 37,228   | Hiszpania · Beatriz Manchón · Izaskun Aramburu                                   | 37,323   | Rumunia · Mariana Limbău · Raluca Ioniță                                          | 37,923   |
| K-2 500 m    | Hiszpania · Beatriz Manchón · Izaskun Aramburu                     | 1:50,347 | Rumunia · Mariana Limbău · Sanda Toma                                            | 1:50,372 | Włochy · Josefa Idem · Rosetta Ravetta                                            | 1:50,832 |
| K-2 1000 m   | Polska · Izabela Dylewska-Światowiak · Elżbieta Urbańczyk          | 3:38,860 | Węgry · Katalin Kovács · Andrea Barócsi                                          | 3:39,664 | Rumunia · Mariana Limbău · Sanda Toma                                             | 3:40,989 |
| K-4 200 m    | Rumunia · Mariana Limbău · Raluca Ioniță · Sanda Toma · Elena Radu | 33,778   | Hiszpania · Beatriz Manchón · Izaskun Aramburu · Ana María Penas · Belén Sánchez | 33,888   | Rosja · Łarisa Pejsachowicz · Natalja Gulij · Jelena Tissina · Tatjana Tiszczenko | 34,428   |
| K-4 500 m    | Rumunia · Mariana Limbău · Raluca Ioniță · Sanda Toma · Elena Radu | 1:34,964 | Węgry · Kinga Dékány · Szilvia Szabó · Andrea Barócsi · Katalin Kovács           | 1:36,363 | Hiszpania · Beatriz Manchón · Izaskun Aramburu · Ana María Penas · Belén Sánchez  | 1:36,998 |

## Klasyfikacja medalowa
| Miejsce | Państwo    | Złoto | Srebro | Brąz | Razem |
| ------- | ---------- | ----- | ------ | ---- | ----- |
| 1       | Węgry      | 9     | 6      | 3    | 18    |
| 2       | Włochy     | 5     | 0      | 3    | 8     |
| 3       | Polska     | 3     | 5      | 4    | 12    |
| 4       | Rumunia    | 3     | 4      | 3    | 10    |
| 5       | Rosja      | 2     | 1      | 3    | 6     |
| 6       | Hiszpania  | 1     | 2      | 1    | 4     |
| 7       | Słowacja   | 1     | 2      | 0    | 3     |
| 8       | Bułgaria   | 1     | 1      | 3    | 5     |
| 9       | Czechy     | 1     | 1      | 1    | 3     |
| 10      | Austria    | 0     | 2      | 1    | 3     |
| 11      | Białoruś   | 0     | 1      | 0    | 1     |
| 11      | Norwegia   | 0     | 1      | 0    | 1     |
| 13      | Niemcy     | 0     | 0      | 2    | 2     |
| 14      | Szwajcaria | 0     | 0      | 1    | 1     |
| 14      | Ukraina    | 0     | 0      | 1    | 1     |
|         | Razem      | 26    | 26     | 26   | 78    |